# Qalqilya
Qalqilya (arabe قلقيلية ; hébreu קלקיליה) est une ville palestinienne de Cisjordanie occupée. Qalqilya est une ville agricole qui compte environ 51 683 habitants en 2017. Son altitude varie de 45 m à 125 m et son climat est méditerranéen (les précipitations annuelles moyennes sont de 550 mm). Qalqilya est très proche de la mer (12 km), en bordure de la ligne verte (qui constitue la frontière entre Israël et la Cisjordanie depuis 1949) et se situe sur l'axe routier Tel-Aviv-Naplouse.
Qalqilya est presque totalement entourée par le mur de séparation israélienne.

## Histoire
La ville de Qalqilya est située sur un emplacement occupé par l'homme depuis la préhistoire. La ville est attestée à l'époque romaine sous le nom de Kalkaliya. Une étymologie proposée ferait dériver le nom de l'arabe qala'at (la forteresse) + alaat' (haute).
Un conseil local fut établi à Qalqilya en 1909, à la fin de la période ottomane, et 1945 vit la création d'un conseil municipal.
En 1948, après la  guerre israélo-arabe, la ville vit affluer des milliers de réfugiés palestiniens qui s'installèrent dans un quartier de la ville (ils sont appelés « ceux de Kufre Saba et d'Arab Abu Kishek »). Qalqilya ne vit jamais la création d'un camp de réfugiés car ceux-ci furent intégrés dans la ville en échange d'un soutien de l'UNRWA. Lorsque l'État d'Israël fut créé, la municipalité de Qalqilya se vit amputée de toutes les terres qui se trouvaient de l'autre côté de la ligne d'armistice de 1949.
Entre 1949 et 1967, la ville passe sous souveraineté jordanienne. Les agriculteurs de la ville essayaient régulièrement de passer de l'autre côté de la frontière pour travailler leurs terres annexées. Pour punir ces infiltrations, l'armée israélienne attaqua Qalqilya à plusieurs reprises et détruisit de nombreux puits artésiens.
Depuis la guerre des Six Jours, la ville est occupée par Israël, comme le reste de la Cisjordanie.
Après les accords d'Oslo, la ville passe sous la juridiction de l'Autorité nationale palestinienne (zone A).
En dépit de ces accords, et surtout depuis le déclenchement de la seconde intifada, les forces armées israéliennes entrent régulièrement à Qalqilya, souvent sous prétexte de procéder à des arrestations.
En 2003, Israël commence la construction du mur de séparation qui cerne presque totalement Qalqilya. Le tracé du mur ne suit pas la frontière de 1967 (ligne verte), il rentre profondément dans le territoire palestinien, et sépare aujourd'hui le district de Qalqilya de 50 000 dunums (1 dunum = 1 000 m2) de ses terres cultivées, soit de près de 50 % du total des terres du district.

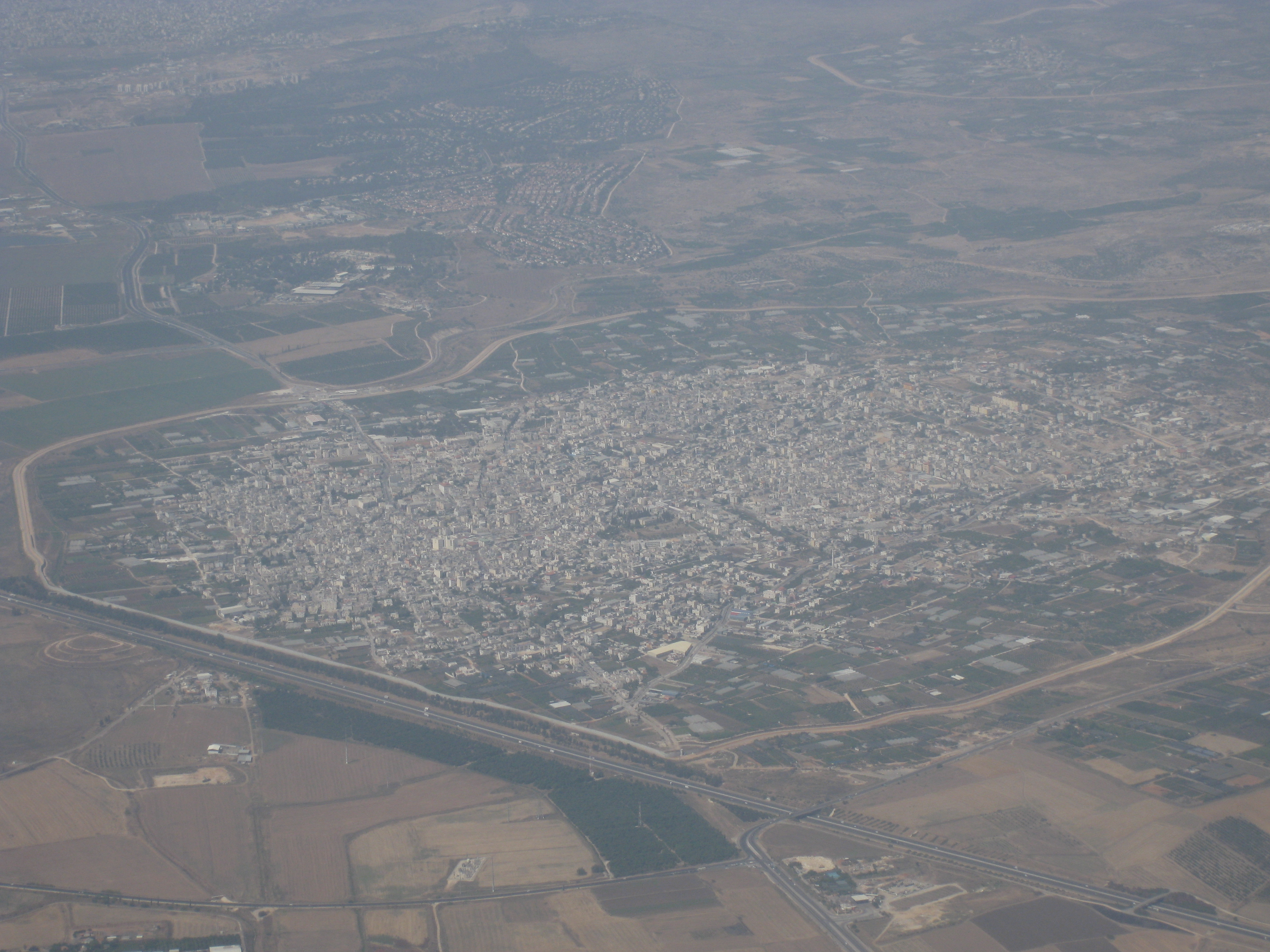
Vue aérienne de Qalqiliya, entourée par le mur de séparation israélien.

## Économie
Jusqu'en 1995, près de 80 pour cent de la population active de Qalqilya travaillait dans le secteur agricole, pour des entreprises israéliennes (e.a. dans le domaine de la construction). Les autres 20 % de la population active vivaient du commerce entre Israël et les territoires occupés.
Depuis 2003, les activités commerciales se sont effondrées, à la suite de la construction du mur qui a rendu Qalqilya très difficile d'accès. Les conditions pour accéder aux terres agricoles situées de l'autre côté du mur sont devenues extrêmement difficiles voire impossibles pour les agriculteurs de Qalqilya. Enfin, plus personne à Qalqilya ne trouve d'emploi en Israël.
Depuis les élections législatives de janvier 2006, l'Union européenne a stoppé son financement à l'Autorité nationale palestinienne. Beaucoup de fonctionnaires ne sont plus payés depuis.

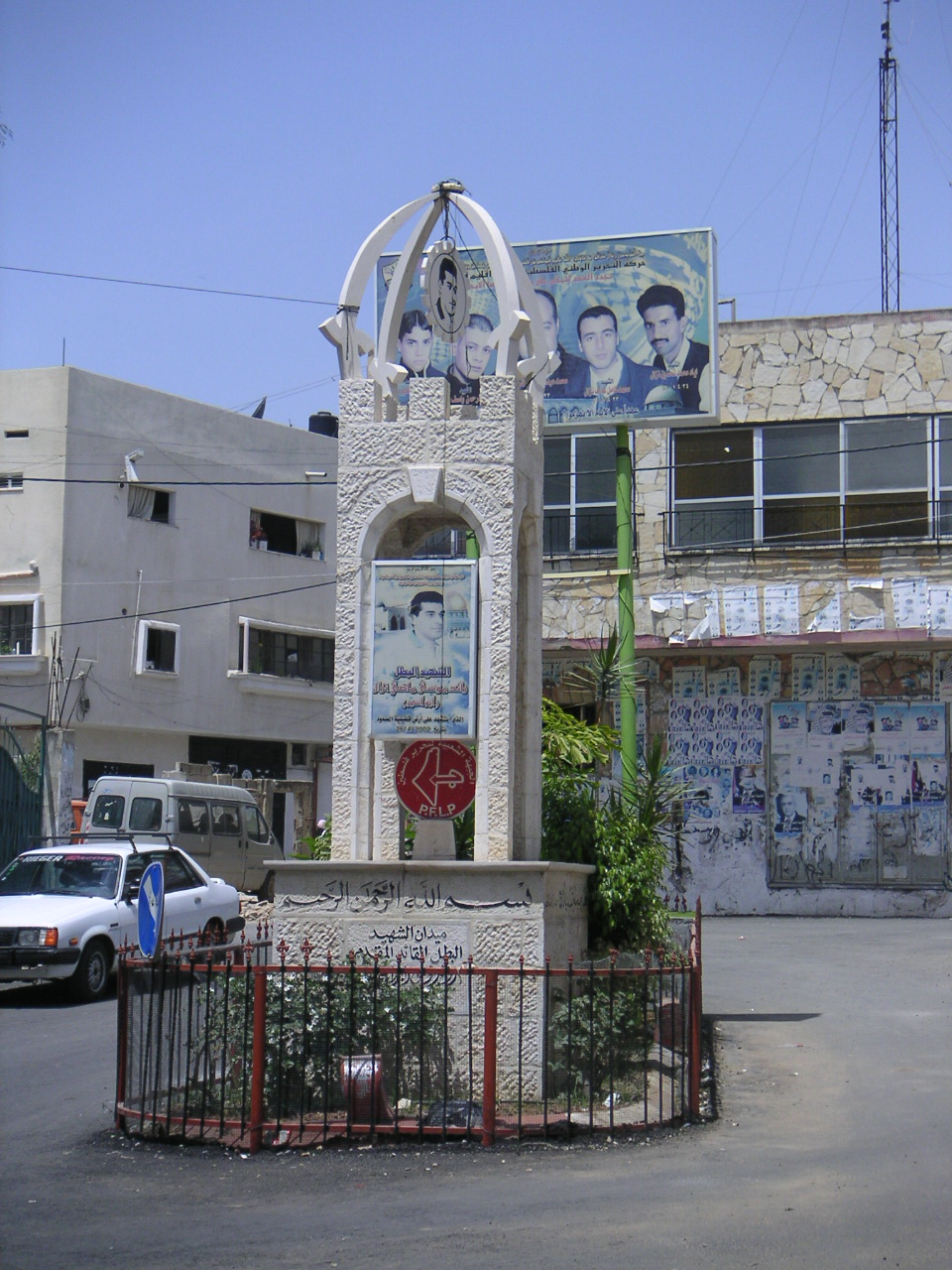
Qalqilya.
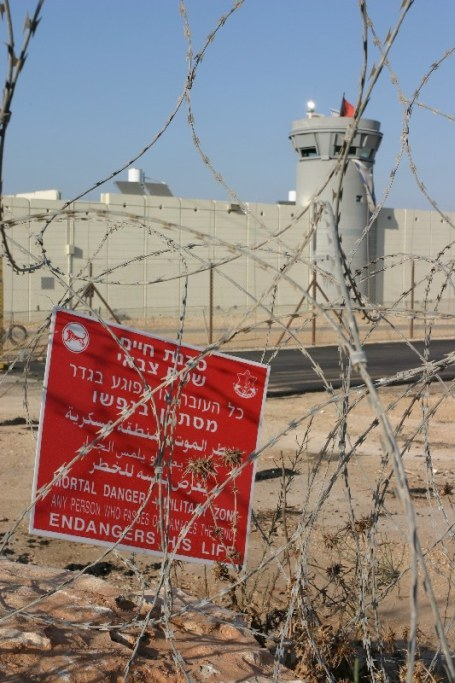
Mirador du mur de séparation israélien entourant Qalqilya.
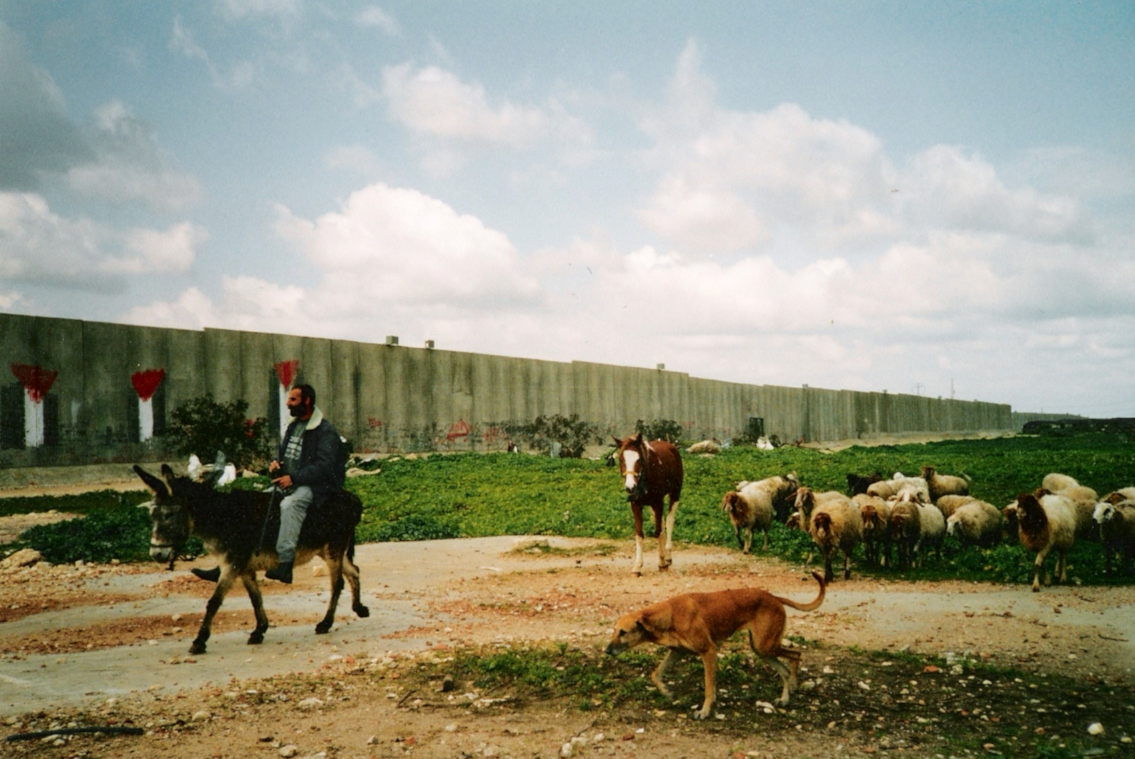
Qalqilya.
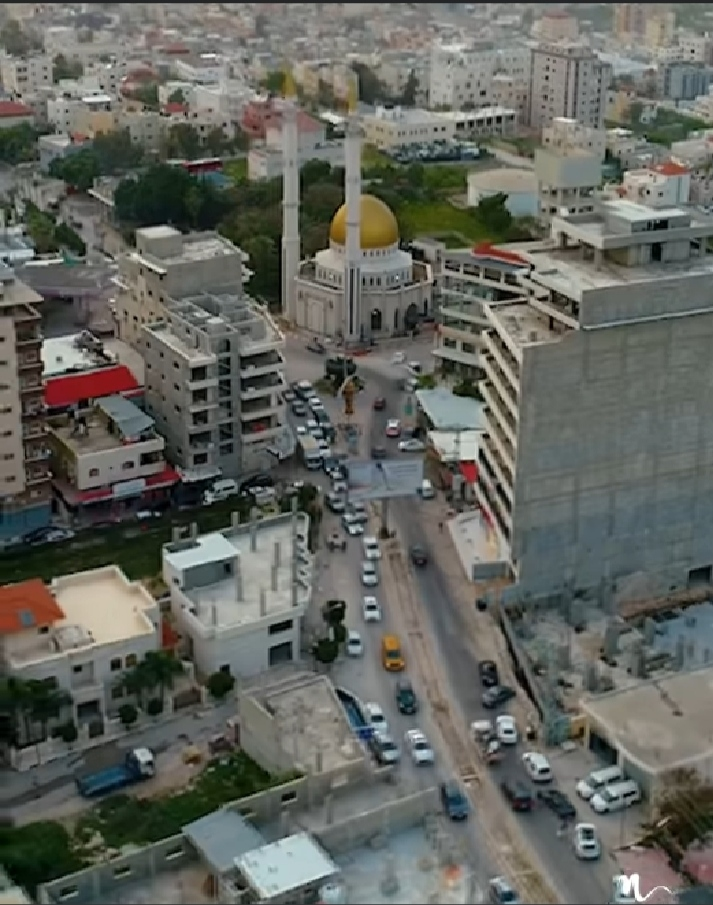
Qalqiliya.

## Culture locale et patrimoine

### Personnalités liées à la ville
- Blaise Patrix (1953-), artiste peintre ayant proposé et coordonné à Qalqilya la réalisation d'une fresque (Strong together, 300 participants, 320M2) en 2014.
- Fahed Attal (1985-), footballeur palestinien.
- Waleed Al-Husseini (1989-), blogueur et essayiste palestinien.